# Karol Gąsienica Szostak (narciarz)
Karol Gąsienica Szostak (ur. 11 października 1908 w Zakopanem, zm. 26 stycznia 1996 tamże) – polski biegacz narciarski, kombinator norweski, olimpijczyk z Sankt Moritz 1928.

## Życiorys
Urodził się 11 października 1908 w Zakopanem był synem Józefa i Katarzyny Gąsieniców. W  1927 ukończył zakopiańską Szkołę Przemysłu Drzewnego.Uzyskał dyplom zawodowy rzeźbiarz ornamentalny. W latach 1930–1931 odbywał służbę w 3 Pułk Strzelców Podhalańskich razem z Bronisławem Czechem i Zdzisławem Motyką.

### Narciarstwo
Uprawianie narciarstwa rozpoczął na początku lat dwudziestych. Specjalizował się w skokach i biegach. W trakcie kariery sportowej reprezentował barwy klubów Sokół Zakopane i SN PTT Zakopane. Mistrz Polski w roku 1930 i wicemistrz w roku 1929 w kombinacji norweskiej. Mistrz Polski w sztafecie 5 × 10 km w latach 1927-1932. Uczestnik mistrzostw świata w Zakopanem w roku 1929 (25. miejsce w skokach i 13. w kombinacji) i Oslo w roku 1930 (52. na 17 km) .
W 1928 wystartował na igrzyskach olimpijskich w Sankt Moritz na dystansie 18 kilometrów. Biegu nie ukończył z powodu złamania narty. W 1932 wycofał się z uprawiania sportu i poświęcił pracy artystycznej. Specjalizował się w rzeźbie sakralnej. Nie utrzymywał kontaktów ze środowiskiem sportowym. Ze sportem rozstał się w dramatycznych okolicznościach. Zmarł 26 stycznia 1996 w Zakopanem. Spoczywa na Cmentarzu na Pęksowym Brzysku w Zakopanem (sektor P-III-33).